# Luftangriffe auf Anklam
Die Luftangriffe auf Anklam während des Zweiten Weltkrieges führten zu schweren Zerstörungen der Stadt und insbesondere des Altstadtkerns. Von 1943 bis 1945 gab es insgesamt vier Bombenangriffe auf Anklam, von denen die ersten drei im Oktober 1943 sowie im August 1944 von den United States Army Air Forces (USAAF) ausgeführt wurden und der letzte im April 1945 von der deutschen Luftwaffe. Einen gezielten Bombenangriff auf eine deutsche Stadt durch  die Luftwaffe hat es sonst nur noch auf Eberswalde (ebenfalls im April 1945) gegeben.
Die Angriffe forderten insgesamt über 800 Tote und veränderten das Erscheinungsbild der Stadt nachhaltig.

## Bedeutung als Angriffsziel
Im Zuge der Aufrüstung der Wehrmacht vor dem Zweiten Weltkrieg wurden 1936 in Anklam eine Garnison des Heeres sowie ein Fliegerhorst der Luftwaffe am Südrand der Stadt angelegt. In unmittelbarer Nähe des Anklamer Bahnhofes wurde 1937 ein Zweigwerk der Warnemünder Arado-Flugzeugwerke eröffnet und bis 1943 stetig erweitert. Damit entwickelte sich Anklam zu einem Hauptstandort des Unternehmens. Im Arado-Werk wurden vor allem Tragflächen und Leitwerke für das Jagdflugzeug Fw 190 sowie Teile für das Seeüberwachungsflugzeug Ar 196, das Transportflugzeug Ar 232, den Bomber Ju 88 sowie Komponenten für die He 111, die Messerschmitt Bf 109 und später für Strahlflugzeuge gefertigt. Damit rückte die Stadt als Rüstungsstandort, Militärstützpunkt und Verkehrsknoten in das Visier der 8th Air Force, so dass deren Aufklärungsabteilung Anklam im Frühjahr 1943 als primäres Ziel einstufte.

## Bombenangriffe der 8th Air Force der USAAF 1943/44

### 9. Oktober 1943

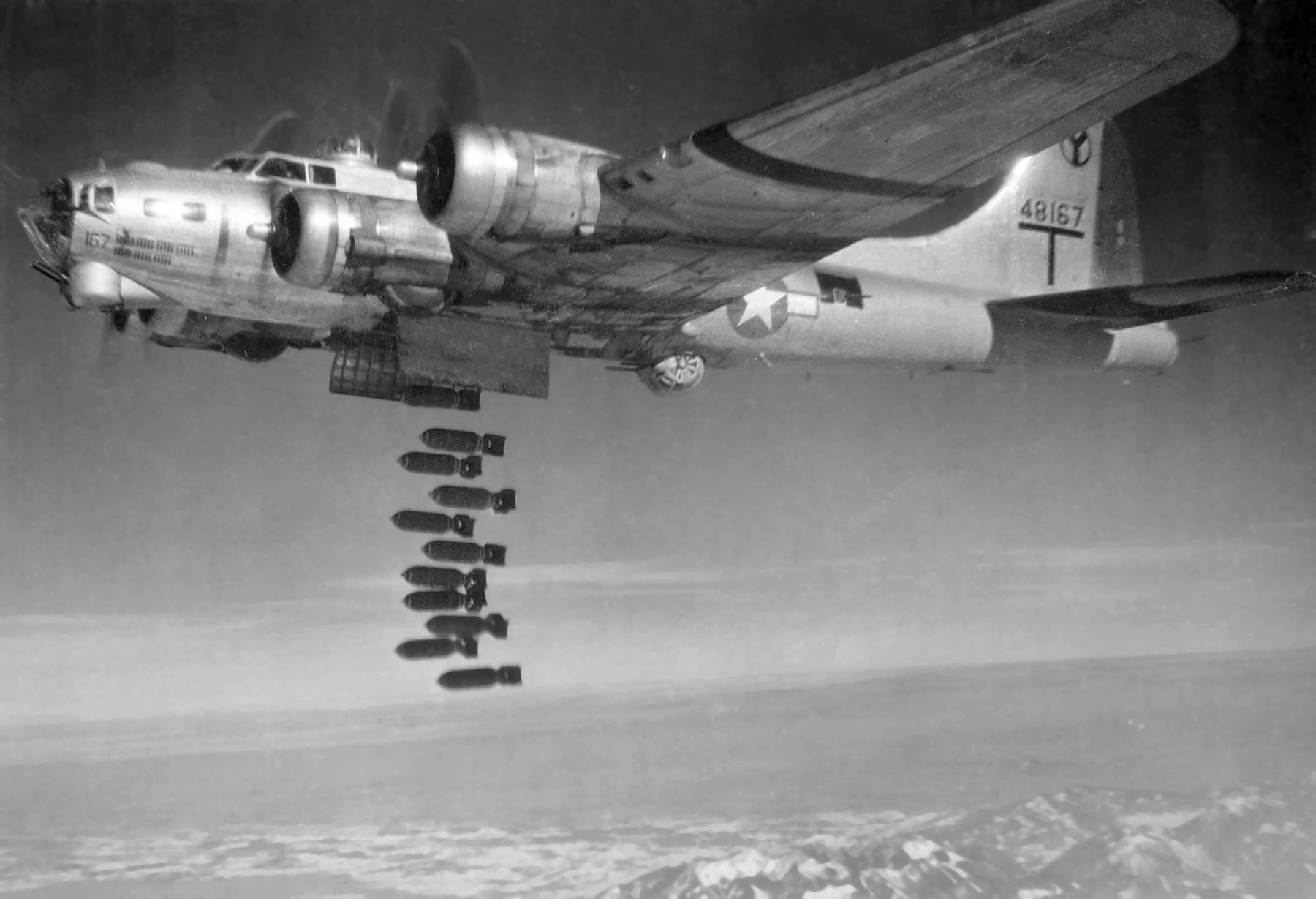
B-17 „Flying Fortress“ beim Bombenwurf

Am 9. Oktober 1943 führten die USAAF im Rahmen einer Großoffensive Tagesangriffe gegen eine Reihe von deutschen Rüstungsbetrieben durch. Die Ziele dieser Operation waren neben Anklam (Arado-Flugzeugwerke) auch Marienburg in Ostpreußen (Endmontagewerk für die FW 190), Danzig (Danziger Werft/Schichau-Werke und Hafen) und Gotenhafen (Hafenanlagen). Anklam stellte dabei nach amerikanischen Quellen das Hauptziel des Angriffs dar. Von den 378 in England gestarteten Bombern vom Typ B-17 Flying Fortress erreichten 352 ihr Zielgebiet. Innerhalb dieses Verbandes flogen 115 Maschinen der 1. Bomb Division in zwei Angriffswellen nach Anklam. Davon erreichten 106 das Ziel. Die Stadt galt trotz der Militäranlagen und des Rüstungsbetriebes als relativ ungefährdet, da sie kleiner war als andere potenzielle Ziele wie zum Beispiel Stettin. Aus diesem Grund waren viele Kinder aus Stettin und Umland nach Anklam evakuiert worden.
Um 11:30 Uhr wurde in Anklam Luftalarm ausgelöst. Die Bevölkerung nahm dies zunächst eher gelassen hin, da Luftalarme am Tag zu dieser Zeit noch selten waren und immer anderen Zielen wie zum Beispiel Berlin galten. Um 11:42 Uhr erreichte die erste Welle in einer Höhe von 4000 Metern, von Süden aus Richtung Neubrandenburg kommend, mit 57 Bombern Anklam und warf 243 Tonnen an Sprengbomben gezielt auf die Aradowerke ab. Durch die nun auftretende rasche Rauchentwicklung als Folge des Angriffs wurde das gesamte Stadtgebiet in dichten Qualm gehüllt, was der zweiten Bomberwelle den Zielanflug massiv erschwerte. Der zweite Pulk erreichte mit 49 Maschinen wenige Minuten später Anklam und warf seine Bombenfracht, bestehend aus 175 Tonnen Sprengbomben sowie 22 Tonnen Brandbomben, auf die Stadt ab. Da das Ziel, die Arado-Werke, unter der dichten Rauchdecke nicht mehr auszumachen war, wurden die Bomben einfach auf die gesamte darunter befindliche Stadt abgeworfen. Das führte zu schweren Zerstörungen in der Altstadt und an der Marienkirche, die ihren Turmhelm verlor. Dies war allerdings ein ungewollter Nebeneffekt, da die USAAF Präzisionsangriffe auf kriegswichtige Einrichtungen bevorzugte, im Gegensatz zur Royal Air Force die mit ihrer Strategie des Flächenbombardements planmäßig deutsche Städte zerstörte. Neben dem Aradowerk wurden auch die Bahn- und Hafenanlagen schwer getroffen, weshalb der Angriff von der USAAF als guter Erfolg gewertet wurde.
Bei dem Angriff kamen über 400 Menschen ums Leben und es wurden noch einmal so viele verletzt. Die Leichen wurden zum großen Teil in Massengräbern beigesetzt.
Die USAAF verlor bei dem Angriff 18 Bomber, davon wurden 13 von deutschen Jagdflugzeugen vom Typ Bf 109 und Fw 190 abschossen und 5 gingen aus anderen Ursachen (zum Beispiel Flakbeschuss) verloren. Die hohen Verluste der USAAF resultierten auch aus dem Umstand, dass man außerhalb der eigenen Jagdsicherung operierte. Die amtliche amerikanische Luftkriegsdarstellung erwähnt „ernste Verluste in der Luftschlacht über Anklam“. Zusammen mit den enorm hohen Einbußen beim zweiten Angriff auf die Kugellagerwerke in Schweinfurt  am 14. Oktober 1943 (77 von 291 B-17 Bombern als Totalverluste) führte dies dazu, dass man die Bombenangriffe auf Deutschland für die nächsten drei Wochen einstellte.
Bemerkenswert ist, dass der Bombenangriff auf Anklam am 9. Oktober neben den anderen Zielen dieses Tages ein zentraler Bestandteil des Trainings- und Lehrfilms „Target for Today“ der USAAF ist. In diesem Film wird exemplarisch die Planung, Vorbereitung, Durchführung sowie Auswertung des Luftangriffs auf Anklam dargestellt. Der Film erschien ein Jahr später im Oktober 1944.

### 4. August 1944
Im August 1944 flog die USAAF massive Bombenangriffe gegen Anklam und Peenemünde. Dafür wurden am 4. August 1944 401 B-17-Bomber eingesetzt, davon 227 gegen die Versuchsanstalt in Peenemünde und 180 gegen Anklam. Der Angriff auf Anklam galt vor allem den Einrichtungen der Luftwaffe und wiederum den Arado-Werken, deren Wiederaufbau der Luftaufklärung nicht entgangen war. Für den Angriff auf den Fliegerhorst wurden 110 Bomber und für die Arado-Werke und die Stadt 70 Bomber eingesetzt.
Zwischen 13:30 Uhr und 16:00 Uhr flog die USAAF in 4 Wellen Angriffe auf die Stadt mit Spreng- und Brandbomben. Gegen 13:45 Uhr wurde mit der ersten Welle der Ausweichflugplatz bei Lüskow bombardiert, die zweite Welle griff um 14:00 Uhr den Fliegerhorst in Anklam an und verursachte schwere Schäden insbesondere an den Hallen des Flugplatzes, welche dabei fast vollständig zerstört wurden. Um 14:45 Uhr flog die dritte Welle die Stadt selbst an und lud vor allem Brandbomben über dem Zielgebiet ab. Die vierte und letzte Welle richtete sich wiederum gegen die Stadt selbst, die abermals vor allem mit Brandbomben belegt wurde. Die Zerstörungen betrafen hauptsächlich die Arado-Werke, die Zuckerfabrik und den südöstlichen Teil von Anklam.
Der Angriff kostete dieses Mal 26 Menschen das Leben, auch deshalb weil die Bevölkerung nun schnell bei Luftalarm die Stadt verließ.
Die USAAF verlor bei der gesamten Operation über Anklam und Peenemünde 3 B-17-Bomber und 9 von 250 eingesetzten P-51-Jagdflugzeugen, die als Begleitschutz fungierten.

### 25. August 1944
Am 25. August erfolgte ein weiterer Luftschlag gegen Anklam, Peenemünde, Neubrandenburg und Parow. Die Ziele waren die Versuchsanstalt in Peenemünde sowie die Flugplätze von Anklam, Trollenhagen und der Seefliegerhorst Parow. Von den 376 eingesetzten B-17-Bombern flogen 146 nach Peenemünde, 108 zum Flugplatz Neubrandenburg, 73 zum Flugplatz Anklam und 21 zum Flugplatz Parow. 5 weitere Maschinen griffen Ziele nach eigenem Ermessen an. Der Angriff auf den Flugplatz Anklam zerstörte diesen beinahe vollständig. Die USAAF verlor 5 B-17-Bomber und 2 P-51-Jäger von insgesamt 147 Begleitmaschinen (darunter auch P-47 Jagdflugzeuge).

## Bombenangriff durch die deutsche Luftwaffe 1945
Nachdem Anklam am 29. April von der Roten Armee eingenommen worden war, flog die Luftwaffe am selben Tag einen verheerenden Bombenangriff auf die Stadt. Hierfür wurden hauptsächlich Brandbomben eingesetzt, was den Zerstörungsgrad der Stadt noch einmal steigerte und über 370 Menschen das Leben kostete. Trotz der massiven Zerstörungen durch die Bombenangriffe der von 1943 bis 1945 blieb die Nikolaikirche im Stadtzentrum  relativ intakt, überstand den Krieg jedoch trotzdem nicht, da sie am gleichen Tag durch deutschen Granatenbeschuss auf den Turm zerstört wurde. Der Turmhelm stürzte in das Kirchenschiff und die Kirche brannte vollständig aus. Dieses Schicksal konnte man bei der Marienkirche beim Angriff am 9. Oktober 1943 verhindern, als auch deren Turmhelm in Brand geriet und drohte in das Kirchenschiff zu stürzen. Am 30. April wurden noch einmal vereinzelte Tieffliegerangriffe auf Anklam von der Luftwaffe geflogen.

## Folgen
Die Bombardements, der Kampf um die Stadt und der deutsche Artilleriebeschuss hatten mehr als 800 Menschen das Leben gekostet und die Altstadt zu über 80 % zerstört und. Die besonders durch Backstein-, Barock- und Renaissancegiebelbauten sowie Fachwerkhäuser und Gebäude anderer Epochen geprägte Innenstadt verschwand fast vollständig. Nur wenige Straßenzüge blieben erhalten (zum Beispiel Stein- oder Wollweberstraße) und das hanseatische Antlitz der Stadt war größtenteils verloren gegangen. Der Wiederaufbau in der DDR konnte nicht an diese hanseatische Tradition anschließen, so dass die Innenstadt heute zu einem großen Teil durch Plattenbauten geprägt ist. Zurzeit bemüht man sich um städtebauliche Korrekturen und den Bau von Gebäuden der das Stadtbild Anklams wieder attraktiver machen, zum Beispiel bei der Marktplatzumbauung.